# دوايت ويلر
دوايت ويلر (بالإنجليزية: Dwight Wheeler)‏ هو لاعب كرة قدم أمريكية أمريكي، ولد في 13 يناير 1955 في ممفيس في الولايات المتحدة.

## وصلات خارجية
- دوايت ويلر على موقع مرجع كرة القدم المحترفة.كوم (الإنجليزية)